# سان جرگوریو ماتزه
سان جرگوریو ماتزه (به ایتالیایی: San Gregorio Matese) یک کومونه در ایتالیا است که در استان کسرتا واقع شده‌است. سان جرگوریو ماتزه ۵۶٫۲ کیلومتر مربع مساحت و ۹۸۶ نفر جمعیت دارد و ۷۶۵ متر بالاتر از سطح دریا واقع شده‌است.